# Vía verde del Tranquero
La Vía verde del Tranquero es una vía verde en Carreño (España) que transcurre siguiendo el trazado del antiguo ferrocarril de Carreño. Forma parte del tramo Gijón-Candás del GR-204 (fase IV de la Senda Norte), incluido en el Sendero Europeo E-9

## Historia
La compañía Minas de Hierro y Ferrocarril del Carreño construyó una línea de ferrocarril entre Candás y Aboño. Las obras comenzaron en 1902 y terminaron en 1907. El tramo entre Perlora y Xivares, pegado a las rocas de los acantilados, volando casi sobre el mar en algunos puntos, con curvas y contracurvas, planteaba serios problemas de explotación, por lo que en 1970 se
procedió a construir una variante con un nuevo túnel que esquivara este tramo, y que actualmente forma parte de la línea C-4 de Renfe Cercanías AM.
El nuevo trazado dejó fuera de servicio algo más de 1,2 km de vía, que fueron acondicionados en 1999 por la Consejería de Infraestructuras y Política Territorial del Gobierno del Principado de Asturias como vía verde.

## Trazado
Tiene una longitud total de 1,42 kilómetros, pasando por las playas de Huelgues y El Tranquero.

## Infraestructuras
Plataforma continua. 1 pasarela, 3 túneles.